# Colpochila mixta
Colpochila mixta är en skalbaggsart som beskrevs av Lea 1917. Colpochila mixta ingår i släktet Colpochila och familjen Melolonthidae. Inga underarter finns listade i Catalogue of Life.